# Ea Nam
Ea Nam  (đọc là /E-a-nam/) một xã thuộc huyện Ea H'leo, tỉnh Đắk Lắk, Việt Nam.
Xã Ea Nam có diện tích 76,47 km², dân số năm 2007 là 10793 người, mật độ dân số đạt 141 người/km². Đến hiện tại năm 2023 thì toàn xã có 3160 hộ và dân số là hơn 13000 người.

## Địa lý
Xã Ea Nam nằm ở phía nam của huyện Ea H'leo, cách thành phố Buôn Ma Thuột 70 km về phía nam và cách thị trấn Ea Drăng (huyện Ea H'leo) 10 km về phía Bắc theo Quốc lộ 14
Xã Ea Nam có vị trí địa lý:
+ Phía đông giáp xã Dliê Yang
+ Phía tây giáp xã Ea Tir
+ Phía nam giáp các xã Ea Sin và Cư Né thuộc huyện Krông Búk
+ Phía bắc giáp xã Ea Khal
Cà phê và tiêu là hai cây công nghiệp chủ đạo trên vùng đất Ea Nam, mang lại thu nhập đáng kể cho người dân nơi đây.
Trong tương lai gần, huyện Ea H'leo sẽ là địa điểm của các trang trại điện gió nằm tại nhiều xã. Trong đó, xã Ea Nam cũng sẽ là nơi thu hút nhiều khách tham quan với 84 trụ điện gió và nhà máy điện gió công xuất 400MW do tập đoàn Trung Nam đầu tư xây dựng bổ sung vào nguồn điện Quốc Gia.

## Hành chính
Xã Ea Nam được chia thành 19 thôn và buôn: Buôn Kdruh, Buôn Kdruh A, Buôn Briêng A, Buôn Briêng B, Buôn Briêng C, Thôn 1, Thôn 2, Thôn 2A, Thôn 3, Thôn 4, Thôn 5, Thôn 6, Thôn 7, Thôn 8, Thôn Ea Đen, Thôn Ea Ksô, Thôn Ea Ksô A, Thôn Ea Sia A, Thôn Ea Sia B